# The Dicks
I The Dicks sono una punk band statunitense considerata fondamentale per la nascita dell'hardcore punk, soprattutto nel loro stato, il Texas; il gruppo incorpora nel suo stile anche elementi blues rock soprattutto nel secondo album ed è caratterizzata da testi apertamente marxisti.
Il cantante Gary Floyd fu uno dei primi musicisti della scena hardcore a dichiararsi apertamente omosessuale, insieme con Randy Turner dei Big Boys e Dave Dictor degli MDC.
Il pezzo più noto della band è indubbiamente Hate the Police, eseguito come cover dal noto gruppo grunge Mudhoney ed inserito nella raccolta Superfuzz Bigmuff Plus Early Singles.
Il gruppo si sciolse nel 1986 e Gary Floyd si trasferì a San Francisco, e con la batterista Lynn Perko, il chitarrista Ben Cohen ed il bassista Mike Donaldson formò i Sister Double Happiness, formazione dedita ad un alternative rock dalle forti tinte blues.
Il gruppo si è riformato nel 2004.

## Discografia

### Album di studio
- 1983 - Kill from the Heart
- 1985 - These People

### Album live
- 1980 - Live at Raul's Club (split con i Big Boys)
- 2006 - Dicks Live Hungry Butt
- 2006 - Ten Inches

### Raccolte
- 1997 - 1980-1986

### EP
- 1984 - Peace?

### Singoli
- 1980 - Hate The Police
- 2006 - Hog

### Apparizioni in compilation
- The Lips of Death Compilation
- International P.E.A.C.E. Benefit Compilation
- Rat Music for Rat People Vol. 2
- Faster & Louder: Hardcore Punk, Vol. 1

## Formazione
- Gary Floyd - voce (1980-1986, 2004-2024 deceduto)[4]
- Buff Parrott - basso, chitarra, voce d'accompagnamento (1980-1983, 2004-oggi)
- Pat Deason - batteria (1980-1983, 2004-oggi)
- Glen Taylor - chitarra, basso (1980-1983)
- Tim Carrol - chitarra (1983-1986)
- Lynn Perko - batteria (1983-1986)
- Sebastian Fuchs - basso, voce (1983-1986)
- Brian Magee - chitarra (2004-oggi)
- Debbie Gordon - manager (1982-1986)